# Adsella
Adsella war ein alkoholfreies, aus abgerahmter Milch gewonnenes kohlensäurehaltiges Getränk, auch als Champagner-Milch bekannt.
Das Getränk wurde aus pasteurisierter Kuhmilch hergestellt. Es war eine Erfindung im Eigentum der Adsella Vertriebsgesellschaft GmbH in Berlin, die das Herstellungsverfahren auch für andere Molkereien lizenzierte. Das Getränk mit leichtem Zitronengeschmack und in anderen Geschmacksrichtungen wurde seit Frühjahr 1902 in Berlin sehr preisgünstig verkauft.
Der Name Adsella kann als Imperativ des lateinischen Verbs adsellare verstanden werden, was so viel wie „Führe ab!“ bedeutete, als Verkürzung des ad sella fjuniliarica „gehe zur Toilette“. Dies entspricht aber nicht seiner Wirkung und ist nicht die Deutung seiner Namensgeber.

## Inhaltsstoffe
Es ist ein aus frischer Kuhmilch hergestelltes keim- und alkoholfreies Getränk, das sich zu 89,06 bis 89,20 % aus Wasser, 0,24 bis 0,29 % aus Fett, 1,47 bis 2,49 % Protein, 5,74 bis 6,16 % Milchzucker, 1,52 bis 2,30 % Saccharose und 0,76 bis 0,82 % Asche zusammensetzt.